# Centro de Justiça Tahirih
O Centro de Justiça Táhirih, conhecido simplesmente como Táhirih, tem sua sede nos Estados Unidos, organização não-governamental (ONG) que fornece pro bono direta de serviços jurídicos, sociais, médicos e de referências para imigrantes, para as mulheres e meninas que estão fugindo da violência de gênero e a perseguição. Táhirih ajuda as mulheres que estão tentando escapar de tais abusos como a mutilação genital feminina, violência doméstica, tráfico de seres humanos, tortura e estupro. A organização também realiza iniciativas de políticas públicas é projetado para alcançar a mudança legislativa para as mulheres que fugiam dos direitos humanos, abusos, para destacar os problemas enfrentados pelas mulheres imigrantes nos Estados Unidos, e para acabar com a possível exploração de casamentos por encomenda pelo corretores internacionais de casamento. Em 2007, o Centro de Justiça Táhirih venceu o Prêmio de Excelência para organização sem fins Lucrativos do O Washington Post . Em 2012, o diretor executivo ganhou o Diane Von Furstenberg Prêmio de Escolha.
Layli Miller-Muro fundou o Centro de Justiça Táhirih em 1997, depois de um bem-divulgado caso de asilo em que ela estava envolvida como um estudante de advogado. Miller-Muro posteriormente co-escreveu um livro com o cliente, que ela tinha ajudado e usou sua parte dos lucros para o financiamento inicial de Táhirih. Em 2012, a organização tinha ajudado mais de 13.000 mulheres e crianças fugindo de uma grande variedade de abusos. A organização desempenhou um papel significativo na passagem do Casamento Internacional Corretor regulation Act (IMBRA), que foi assinado pelo Presidente Bush no início de 2006, e incorporado à Violência Contra as Mulheres (VAWA). IMBRA dá mulheres estrangeiras, informações importantes sobre o potenciais maridos americanos (para um resumo, ver também e-Mail-order bride, questões Legais).
A organização tem se nome após Táhirih, uma poeta e teóloga influente do sexo feminino  do século XIX, na Pérsia, que fez campanha para os direitos das mulheres. Táhirih é um Bahá'íde inspiração organização, apesar de seus clientes e colaboradores variar muito de etnia, religioso identificaçãoe nacionalidade.

## História

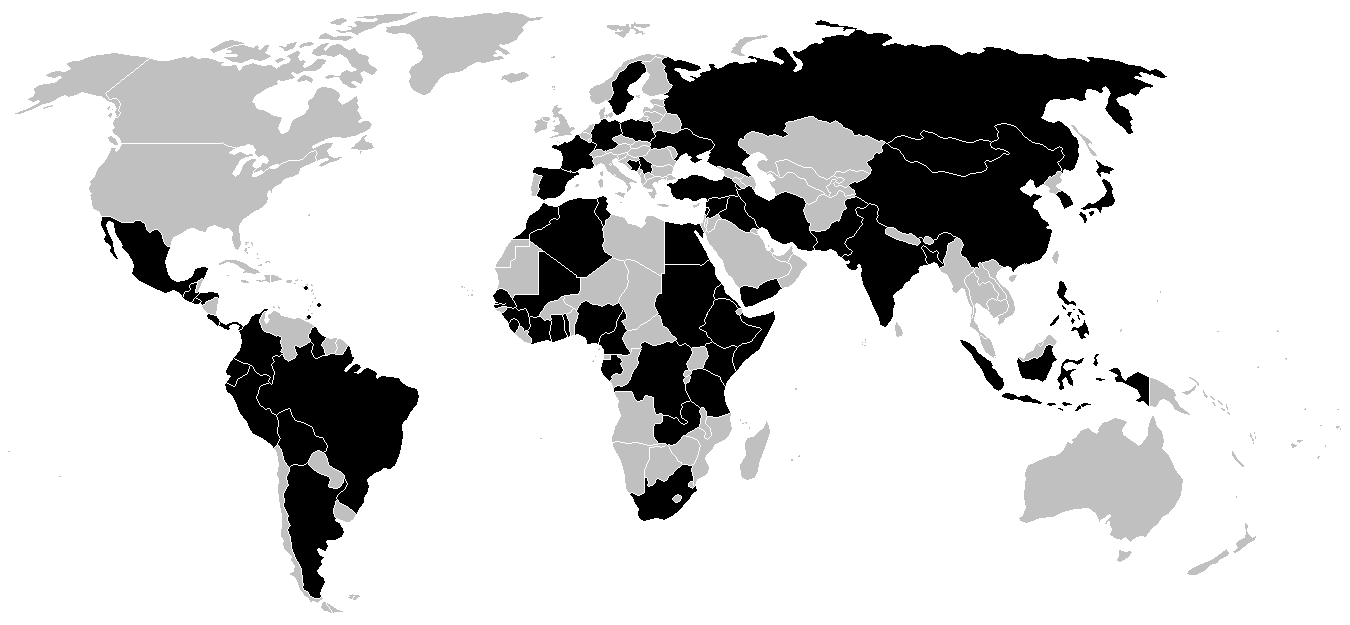
A origem das nações de Táhirih clientes de julho de 2006.

O Centro de Justiça Táhirih, inaugurado em setembro de 1997, e tornou-se uma das mais proeminentes organizações nos Estados Unidos para mulheres em busca de justiça contra abusos de direitos humanos. Táhirih continuamente ampliado o número de seus clientes anuais e contratou mais funcionários, a demanda por seus serviços cresceu no final da década de 1990 e para a próxima década.

### Início
Fauziya Kassindja era uma Togolês adolescente que fugiu de sua terra natal, em 1994, para escapar de um casamento poligâmico forçado e uma prática tribal da mutilação genital feminina. Ela passou por Gana e Alemanha antes de chegar ao Aeroporto Internacional de Newark Liberty em Nova Jersey, onde foi detida e encarcerada por funcionários do SIN. Ela passou os anos seguinte em meio em a várias prisões em todo o Leste dos Estados Unidos , enquanto sua equipe jurídica tentativa de obter asilo para ela. Em um caso que fez história na lei de imigração, ela foi finalmente concedido asilo em junho de 1996, pelo Conselho de Apelações sobre Imigração. a violência baseada no Género tinha sido estabelecida como fundamento para a busca de asilo nos EUA
Miller-Muro tinha sido um aluno advogado em Fauziya do caso e os dois se tornaram fortes amigos. O sucesso a levou para o co-autor com a Sra Kassindja o livro eles ouvir você quando você chorar? (1998), sobre o último caso e a vida. Depois de Miller-Muro descobriu que poucas organizações oferecidos assistência jurídica às mulheres em busca de asilo ou refúgio em Washington, D.C. área, ela fundou a Táhirih Centro de Justiça, em 1997, para construir sobre as conquistas e a Questão de Kasinga e fornece uma ampla cobertura legal de imigrantes, mulheres e crianças a fugir para os EUA a partir de violência de gênero.

## Objetivos e organização
O Centro de Justiça Táhirih é "fundada na crença de que a realização da plena igualdade entre mulheres e homens é necessário para o progresso da sociedade.
Como parte desta missão, a organização atua em  matéria de asilo, de perseguição com base no género, e os casos de violência doméstica. A organização pediu que ele acredita que são repressivas, negligência ou desprezo os governos de todo o mundo para assumir responsabilidade por actos de violência com base no género e a perseguição por prestação de vítimas com abrigos e garantir prompt, ágil, forças policiais, enquanto fazendo mais para eliminar evidente e prejudicial políticas destinadas a suprimir e incitar o medo entre as mulheres.
O Centro de Justiça Táhirih é regulado por 16 membros do Conselho de Administração , que supervisiona a organização de funções. Cada membro do conselho serve um mandato de dois anos, e tem a opção de permanecer por um número indeterminado de termos se várias vezes eleito. Os membros do conselho são pessoas geralmente interessados ou envolvidos com questões pertinentes à Táhirih. 17-membros do Conselho de Consultores, composta por advogados, juízes e ativistas de direitos humanos, ajuda a organização a fazer recomendações.

## Estratégia e programas
Para cumprir seus objetivos, o Centro de Justiça Táhirih está envolvido na prestação de serviços jurídicos, captação de recursos, a promoção de políticas públicas, e chega a outros grupos internacionais e organizações.

### Serviços jurídicos
Táhirih realiza uma ampla gama de serviços jurídicos para ajudar os seus clientes. O Pro Bono de Rede, uma rede de pro bono advogados e de remessa de recursos para os clientes, é a maior e mais importante. Em 2010, Táhirih recebeu US$ 6,813,094 nas dádivas de serviços profissionais, incluindo partir pro bono advogados que representam clientes de Táhirih . Em 2010, 77%  da renda de Táhirih veio doados serviços profissionais com um pouco mais de 23% a partir de subsídios, corporações e indivíduos. O programa oferece treinamento individual e em grupo para pro bono advogados, e liga os clientes com outros recursos da comunidade, tais como grupos de apoio de pares, médicos e de serviços de saúde mental, moradia e benefícios públicos. O Pro Bono de Rede permite que os funcionários se envolver em iniciativas educativas para a comunidade imigrante grupos, programas de serviço social, e prestadores de serviços jurídicos. Estes são projetados para realçar os direitos e necessidades especiais das mulheres imigrantes e meninas que fogem da violência.
A organização fornece ajuda a clientes de forma holística, tentando conectar mulheres com os recursos da comunidade que podem melhorar a qualidade de suas vidas, além de lidar com seus problemas legais. Táhirih a programas de indicação direta de mulheres para programas de alfabetização, ensino da língua inglesa, de cuidados de dia, de trabalho e de formação de competências. Táhirih mantém um núcleo de médicos voluntários que avaliar as condições dos clientes para apoiar as suas reivindicações legais e auxilia os clientes no acesso a aconselhamento psicológico nos Estados Unidos.

### Defesa de políticas públicas
O Centro de Justiça Táhirih  realiza de forma nacional e regional promoção de campanhas para educar o público e a aplicação da lei instituições sobre as ameaças enfrentadas por mulheres imigrantes e as meninas que não têm fácil acesso a serviços jurídicos. funcionários têm dado apresentações em universidades e fóruns públicos em todo os Estados Unidos em questões que vão desde a igualdade entre homens e mulheres nas tradições religiosas para a violência de gênero e a perseguição. Táhirih tem definido principalmente em quatro áreas de política ao longo da última década: (1) o Casamento Forçado; (2) a Campanha de prevenção do Abuso e da Exploração através do Casamento Internacional Corretor de Indústria; (3) Proteger e Promover os Direitos dos Imigrantes Sobreviventes do Crime; e (4) Proteger e Promover o Acesso ao direito de Asilo de Mulheres e Meninas que Fogem de Perseguição com Base no Género.
Táhirih destacou a possíveis perigos de recente, pós-9/11 iniciativas para impor de forma federal e civil a lei de imigração, que podem fazer com que as mulheres imigrantes estejam relutantes em denunciar o crime às autoridades por medo de deportação. Especificamente, Táhirih está preocupado que o deputization do estado e a polícia local, como agentes de imigração por Limpar a Aplicação da Lei Penal, Alien Remoção (CLARO) e Homeland Security Enhancement Atos aumentaria a algumas barreiras que as mulheres enfrentam para alcançar a segurança. Após LIMPAR Ato foi reativada em junho de 2005, Táhirih liderou um sinal-em carta ao Congresso, a partir de cerca de 100 organizações que defendam os imigrantes sobreviventes de violência doméstica, abuso sexual, tráfico de pessoas e outros crimes. Táhirih trabalha com outras organizações não-governamentais como a Anistia Internacional para promover os seus problemas e advogado na agenda legislativa.
Um dos Táhirih maiores e mais bem sucedidas iniciativas de políticas públicas tem sido a Campanha para Acabar com a Exploração e o Abuso das Mulheres pelo Casamento Internacional Corretores. Em 2003, uma Táhirih pesquisa de 175 prestadores de serviços jurídicos, revelou que mais de 50% foram de servir ou tenham servido de mulheres que se conheceram seus cônjuges por meio de um corretor. Táhirih se juntou a outras organizações afins a esta campanha e levou quatro anos de esforço que culminou com a aprovação do Casamento Internacional Corretor Regulamento Act de 2005 (IMBRA) quando foi anexado ao projeto de lei que autorizado VAWA. IMBRA fornece mulheres estrangeiras, com informações importantes sobre sua futura Americana maridos, como se os homens têm violento histórico de antecedentes criminais. A lei determina que mulheres estrangeiras saber os direitos e recursos disponíveis para vítimas de violência doméstica nos Estados Unidos. Através desta lei, os estrangeiros, as mulheres que se casam homens Americanos será dada ferramentas críticas para proteger a si e seus filhos da violência doméstica.

## Problemas
O Táhirih Centro de Justiça lida com um número de questões de direitos humanos relacionadas às mulheres e meninas. A organização se concentra em casos que se enquadram no âmbito da sua missão e objectivos. Em particular, aceito pedidos devem envolver a protecção das mulheres contra a perseguição, embora os homens podem ser elegíveis para a assistência para proteger os seus feminino membros da família de um abuso. as Mulheres que desejam receber Táhirih serviços gratuitamente, deve demonstrar que eles não são capazes de se dar ao luxo de pagar por tais serviços. Quando os pedidos de auxílio cair fora Táhirih do âmbito de aplicação, os membros do pessoal tentativa para localizar outros prestadores de serviços jurídicos, que pode oferecer o que o cliente em potencial assistência.

### A violência doméstica e a mutilação genital feminina

A prevalência da mutilação genital feminina em África.

Mulheres que vêm para os Estados Unidos com os imigrantes maridos ou que se casar com um cidadão Americano, uma vez que eles estão no país são vulneráveis à violência doméstica, por causa de sua falta de familiaridade com os direitos legais, nos Estados Unidos. Muitos Táhirih clientes são mulheres que sofreram violência doméstica e cujos casos podem ser cobertos segundo a VAWA. A VAWA permite que os imigrantes que provem ter sido vítimas de violência doméstica e de outra forma seria capaz de ganhar estatuto jurídico, a capacidade de auto-petição para um green card. Táhirih tentativas para ajudar essas mulheres, fazendo-os residentes permanentes em situação legal, independente dos seus maridos. Táhirih iniciou o Agredidas Mulheres Imigrantes Projeto de Advocacia para defender antes da INS e imigração tribunal, em nome dos agredidas mulheres imigrantes em busca de residência legal permanente.
O Táhirih Centro de Justiça considera o corte dos genitais femininos, que "compreende todos os procedimentos que envolvam a remoção parcial ou total dos órgãos genitais femininos externos ou outros danos aos órgãos genitais femininos, quer culturais ou outros não-razões terapêuticas," uma violação dos direitos humanos. O Táhirih Centro de Justiça do trabalho pioneiro no gênero e direito de asilo tentativas para encontrar proteção para as mulheres que fogem da prática para os Estados Unidos. Táhirih funcionários têm recebido solicitações de mídia para comentar sobre questões em torno da questão, e a organização frequentemente divulga o problema em relatórios anuais, brochuras, folhetos e outros materiais informativos.

### "Fim-Mail" noivas
Nos últimos anos, a organização tem trabalhado para proteger as mulheres do mundo que não estão familiarizados com o idioma inglês e o sistema legal dos EUA abusivos relações conjugais que foram organizados pelo casamento internacional corretores. O casamento internacional corretor indústria tem crescido em resposta à demanda de homens Americanos, alguns dos quais acabam por ser os predadores sexuais, para a tradicional esposas de países como as Filipinas, Rússia e Ucrânia. Táhirih da Campanha para Impedir o Abuso e a Exploração através do Casamento Internacional Corretor Indústria de advogados para a prestação de contas de agências matrimoniais, busca a mudança legislativa, e envolve-se em litígio e a sensibilização do público para proteger as mulheres contra o abuso. O Táhirih Centro de Justiça foi instrumental em Washington, D.C. escritório de advocacia Arnold & Porter's bem sucedida fraude ação judicial contra o casamento internacional corretor de Encontros Internacionais, em nome de Nataliya Fox. O Táhirih Centro de Justiça ajudou a redigir o Casamento Internacional e Corretor regulation Act (IMBRA) e continua a trabalhar com outras organizações de direitos humanos para assegurar a sua aplicação.

### O tráfico de mulheres
O Táhirih Centro de Justiça funciona dentro dos limites legais estabelecidos pelo Congresso para garantir a segurança das mulheres e meninas que são vítimas de tráfico, definido como "o recrutamento, abrigo, transporte, prestação ou obtenção de uma pessoa para o trabalho ou serviços, através do uso da força, fraude ou coerção para efeitos de sujeição a escravidão, a servidão, a servidão por dívida, ou a escravidão" para os EUA A organização tem empurrado para a legislação e regulamentos para proteger e assistir as vítimas de tráfico, tal como o Tráfico de Lei de Proteção às Vítimas (TVPA) e as Mulheres Imigrantes de Porto Seguro Ato (o DESEJO). em parte, através de Táhirih esforços, em 2005 o ano fiscal, os Estados Unidos Departamento de Segurança Interna emitidos 112 T-vistos para estrangeiros sobreviventes do tráfico de seres humanos identificados nos Estados Unidos.

## Controvérsia
A crítica do Centro de Justiça Tahirih e outras organizações afins, muitas vezes, envolve a maneira em que eles retratam informações. Em particular, Táhirih de trabalho internacional contra o casamento corretores, especialmente o seu papel de liderança no apoio a IMBRA, tem atraído castigation de alguns que acreditam Americanos do sexo masculino estão sendo caracterizados de uma forma injusta negativa de luz. o casamento Internacional corretor de agências de citar o suposto baixos níveis de divórcio entre seus clientes, em comparação com a Americana média nacional, como prova de sucesso. Táhirih contadores que muitos dos homens que usam esses corretores são repita os abusadores à procura de sua próxima vítima. Táhirih afirma que o casamento internacional corretores de mercado e anunciar principalmente para os homens que são potencialmente perigosas. Miller-Muro, Táhirih Diretor Executivo, afirmou que "As agências têm um incentivo financeiro para garantir a satisfação dos seus clientes pagantes — o homem  — , mas não é nada comparável incentivo para proteger a mulher."
Os estudiosos estão preocupados com as imagens mentais e concepções que o público em geral, formulários sobre as origens das práticas que Táhirih condena. Ao descrever a Questão de Kasinga e associado a atenção da mídia, o historiador Charles Piot estava preocupado com a perpetração de possivelmente negativas e estereótipos racistas sobre a África. Em uma análise de várias New York Times artigos sobre o caso, Piot chamado de "evocação de imagens do imutável natureza de tradição patriarcal" em África "extraordinário". Táhirih argumenta que várias práticas culturais de todo o mundo têm efeitos adversos para a saúde, que muitas vezes passam despercebidos devido a má qualidade da educação entre a comunidade local. Táhirih postula que muitos dos sujeitos que se submetem a práticas como a mutilação genital feminina são desinformados sobre o potencial de dor e outras consequências que o resultado do procedimento. Desde Táhirih vê estes problemas como os relativos aos direitos humanos, acredita na proteção dos indivíduos, que podem ter esses atos.